# Nycticeius humeralis
Nycticeius humeralis е вид бозайник от семейство Гладконоси прилепи (Vespertilionidae).

## Разпространение
Видът е разпространен в Мексико и САЩ.